# Rynpolle
Rynpolle (biał. Рынполле, ros. Рынполье, Rynpolje) – chutor na Białorusi, w obwodzie witebskim, w rejonie szarkowszczyńskim, w sielsowiecie Hermanowicze. W 2019 liczył 2 mieszkańców.